# Compagnie des tramways électriques du Nord-Parisien

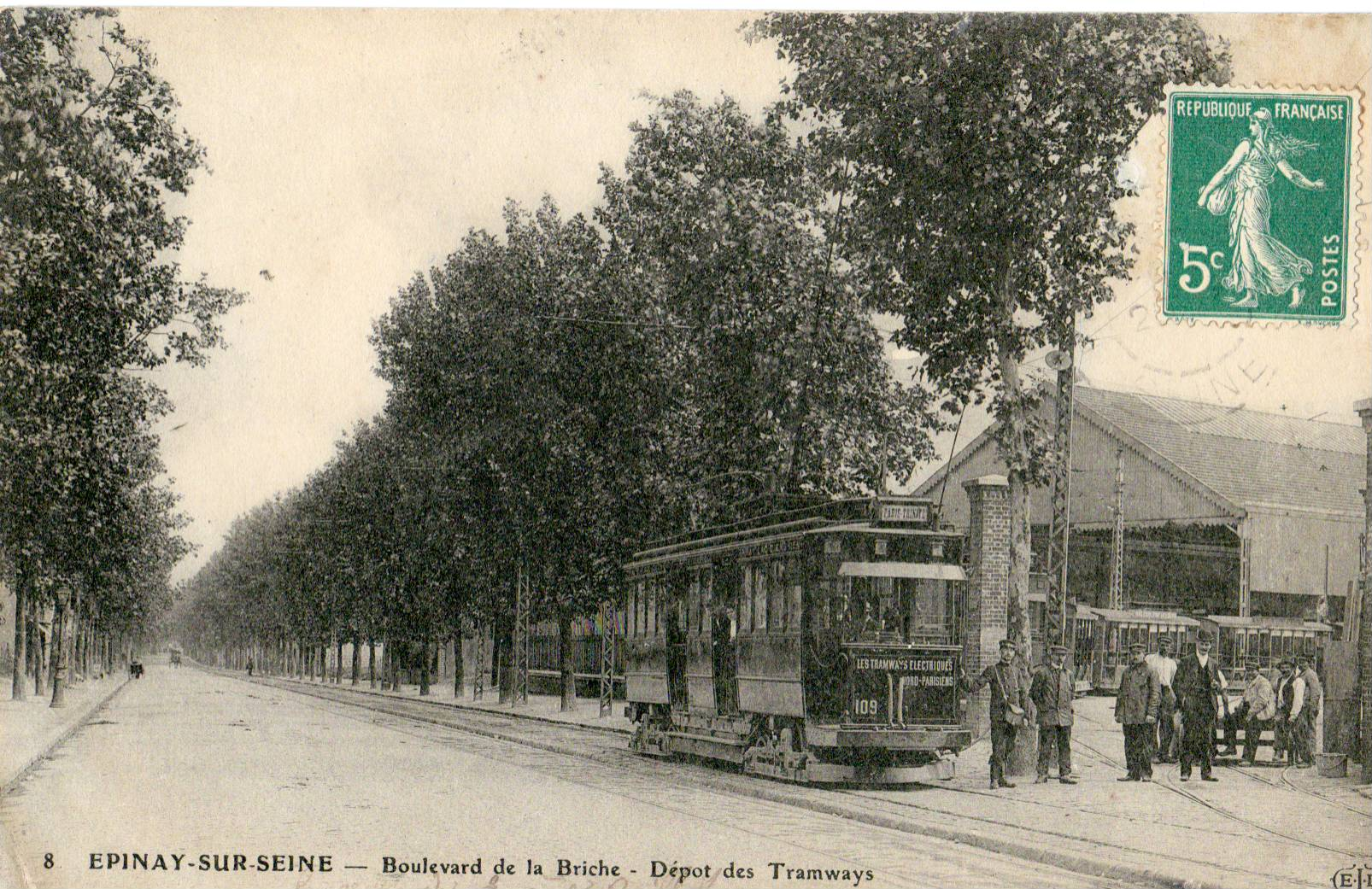
Motrice 109 du Nord-Parisien, devant son dépôt de La Briche à Épinay-sur-Seine.

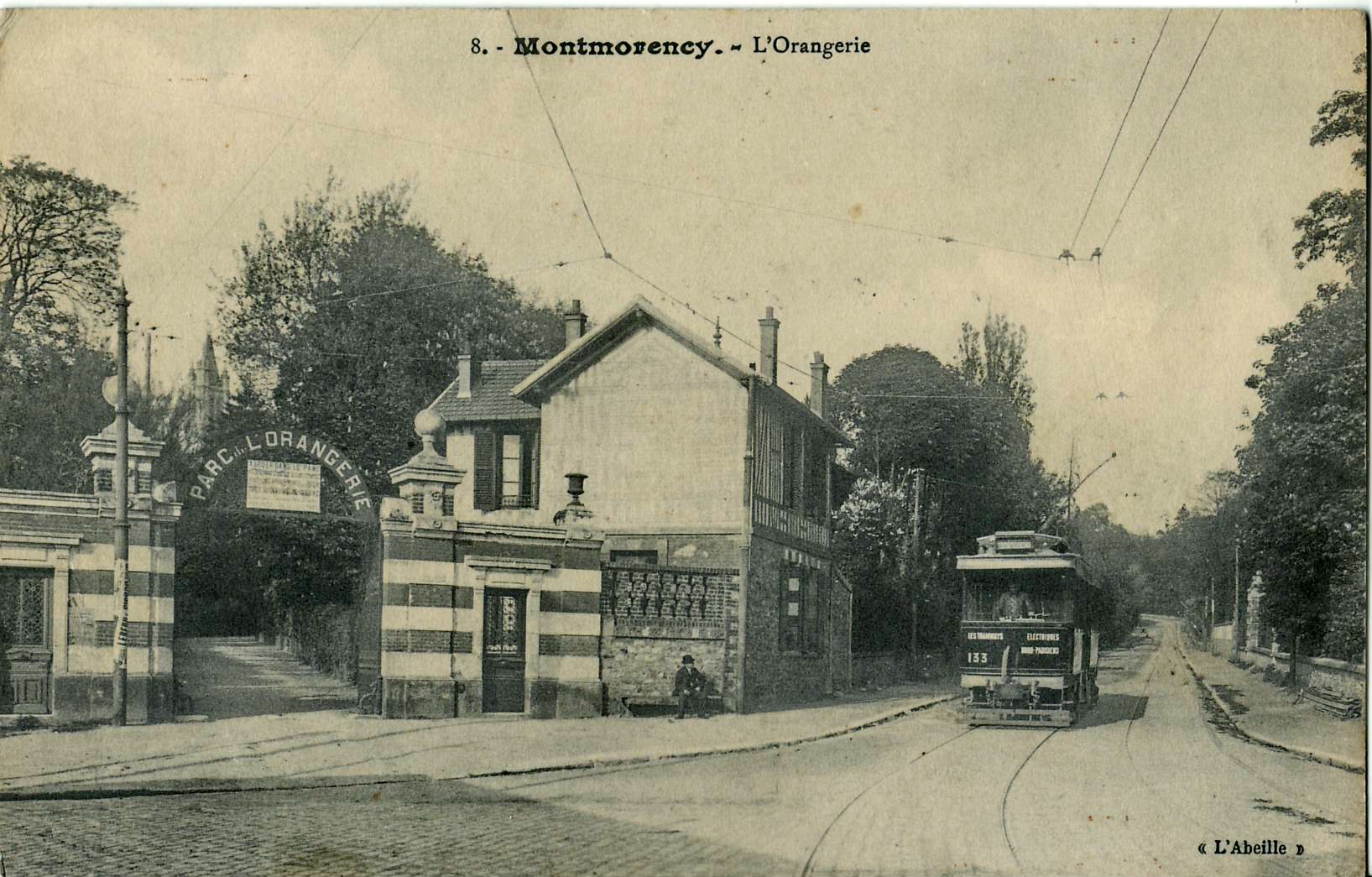
Tramway d'Enghien à Montmorency devant le parc de l'Orangerie, à l'époque du Nord-Parisien.

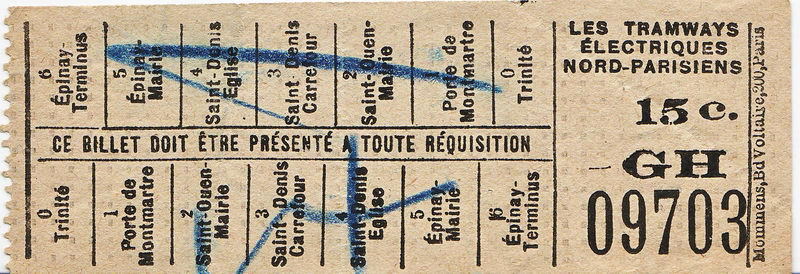
Billet du Nord-Parisien, avec son terminus provisoire à Épinay, avant son prolongement dans l'ancien département de Seine-et-Oise.

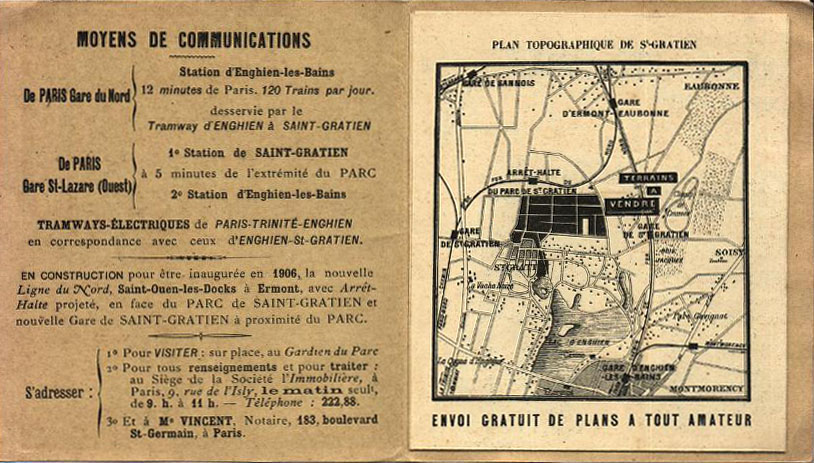
Publicité pour un lotissement à Saint-Gratien vers 1904-1905, mettant en valeur la qualité de sa desserte en transports en commun.

La Compagnie des tramways électriques du Nord-Parisien (NP) exploitait un tramway au début du XXe siècle entre la place de la Trinité à Paris et Enghien-les-Bains dans le nord de Paris.

## Histoire
La Compagnie des tramways électriques du Nord-Parisien se substitue à la Compagnie des tramways électriques de Paris à Saint-Denis, Épinay, Enghien et extensions, cette dernière s'étant elle-même substituée, le 11 janvier 1900 à MM. Jean Claret et Olivier Vuilleumier, concessionnaires de la ligne en date du 30 mars 1899.
Un ensemble de sept lignes de tramway a été concédé à divers concessionnaires et en partie rétrocédé à la nouvelle compagnie du Nord-Parisien, dont le tramway de Paris à Enghien. Cette ligne ouverte le 10 juillet 1900, a une longueur de 15 km.
Elle dispose d'un système d'alimentation particulier, œuvre de MM. Claret et Vuilleumier. Outre une alimentation aérienne classique dans son parcours en banlieue, il consiste en une alimentation par des plots électrifiés au passage du tramway. Ce système a été appliqué sur le tramway de Romainville et sur le tramway de l'Exposition de 1894 à Lyon.
En 1908, la Compagnie du Nord-Parisien absorbe le Tramway d'Enghien à Montmorency.
En 1910, le Nord-Parisien disparait, absorbé par la Compagnie des tramways de Paris et du département de la Seine.